# Year of the Rat
«Year of the Rat» es una canción de la banda noruega de metal gótico Tristania, siendo el primer y único sencillo extraído de su sexto álbum de estudio Rubicon (2010).
Esta canción marcó el debut al frente de la banda de la italiana Mariangela Demurtas, luego de la salida intempestiva de Vibeke Stene tres años antes. De igual forma, presenta una formación prácticamente nueva, con las únicas excepciones del tecladista Einar Moen y el guitarrista Anders Høvyvik Hidle.
Year of the Rat es una composición de buena parte de los miembros de Tristania. Los arreglos musicales fueron acreditados en conjunto a Anders H. Hidle, a Ole Vistnes y a M. Demurtas. La letra fue escrita por Østen Bergøy, quien curiosamente no participó en la grabación de este tema.

## Vídeo musical
"Year of the Rat" fue lanzado el 12 de agosto de 2010 por Napalm Records para su descarga digital como el único sencillo del álbum, el cual fue acompañado por un vídeo de promoción, el cuarto oficial de la banda y el primero desde "Libre" (2005).

## Créditos
- Mariangela Demurtas - Voz Femenina
- Anders Høyvik Hidle - Guitarra
- Gyri Smørdal Losnegaard - Guitarra
- Ole Vistnes - Bajo, coros voz limpia
- Tarald Lie Jr.- Batería
- Einar Moen - Sintetizador, piano
- Kjetil Nordhus - Voz Limpia